# Jason Wiles
Jason Austin Wiles (Kansas City, 25. travnja, 1970.), američki je glumac.

## Vanjske poveznice
- Jason Wiles na IMDB-u